# Akta're för sheriffen
Akta're för sheriffen (engelska: Support Your Local Sheriff!) är en amerikansk westernkomedi från 1969 i regi av Burt Kennedy.

## Rollista i urval
- James Garner - Jason McCullough
- Joan Hackett - Prudy Perkins
- Harry Morgan - Olly Perkins
- Jack Elam - Jake
- Walter Brennan - Pa Danby
- Bruce Dern - Joe Danby
- Dick Peabody - Luke Danby
- Gene Evans - Tom Danby
- Willis Bouchey - Thomas Devery
- Kathleen Freeman - Mrs. Danvers